# Kromán
A kromán oxigéntartalmú heterogyűrűs vegyület. A természetben csak származékai találhatók meg, ezek között azonban igen fontos vegyületek vannak:
- E-vitaminok
- flavonoidok
- kumarin, kumarol, dikumarol, acenokumarol
- izoflavonoidok
- iclaprim (baktérium okozta bőrfertőzés elleni gyógyszer)

A gyűrű atomjainak számozása az oxigénatommal kezdődik, és az ábrán az óramutató járásával ellentétes irányban halad. A két gyűrű közös szénatomjai nincsenek számozva (a kondenzált gyűrűknél megszokott módon). Tehát az 1-es atom az oxigén, az 1–4 a pirán-, az 5–8 a benzolgyűrűhöz tartozik.